# El Jueves
El Jueves és una revista espanyola satírica d'humor amb redacció a Barcelona. El seu títol complet és (traduït al català) "El Dijous, la revista que surt els dimecres", tot i que al principi era "la revista que surt els Divendres". El 2007 una revista costa 2,50 € a l'Espanya peninsular i a les Illes Balears i 2,70 € a les Illes Canàries.
Originàriament un setmanari, des del febrer del 2023 es publica mensualment.

## Història, composició i controvèrsies
Va néixer el 1977, i des de llavors ha sortit a la venda cada setmana. Actualment té 72 o 80 pàgines, amb unes vint pàgines que parlen de l'actualitat política, econòmica o social, sempre en to humorístic i en forma d'historieta, i la resta són còmics setmanals. Cada tres mesos s'edita un extra d'entre 104 i 120 pàgines sobre un tema determinat: la monarquia, les religions, els videojocs, o alguna notícia molt important relativa a aquests o altres temes. La revista ja ha superat els 1500 números. El símbol de la revista és un bufó, que apareix des del principi en les seves portades.
Critica la monarquia espanyola, els partits polítics, la religió, la premsa rosa i la societat en general. Se li sol atribuir ideologia d'esquerres, tot i que la revista no es defineix políticament.
Entre altres polèmiques, la revista va publicar com portada d'un número (el 1299, d'abril de 2002) una caricatura d'Ariel Xaron amb trets porquins i amb una esvàstica nazi; Ximon Peres, ministre israelià d'exteriors, la va posar com a exemple del suposat sentiment anti-israelià a Europa. Els dibuixants de la revista es riuen d'això "perquè gràcies a Peres la revista va tenir publicitat gratis a televisió".
El 20 de juliol del 2007, el jutge de l'Audiència Nacional espanyola Juan del Olmo ordenà el segrest del número setmanal de la publicació a causa del dibuix de la portada en què sortien el príncep Felip i la princesa Letícia en posicions sexuals explícites.
El 15 de novembre els autors de la portada (el dibuixant i el guionista) foren condemnats a pagar una multa de 3000 euros cada un.
El número que havia de sortir la primera setmana de juny de 2014 no ho va fer fins dijous. El grup RBA va pressionar perquè es retirés la portada que s'havia fet sobre l'abdicació del rei Joan Carles, que el mostrava tot passant-li una corona plena d'excrements al seu fill Felip. El dijous no va sortir finalment aquesta portada i arran d'això, Albert Monteys, Manel Fontdevila, Bernardo Vergara, Paco Alcázar i Isaac Rosa van presentar la seva renúncia a continuar a la revista, un fet rellevant perquè formaven el que es considerava el nucli dur de dibuixants i vinyetistes de la publicació. Pocs dies més tard, els 18 dibuixants que abandonaren El Jueves arran d'aquest episodi publicaren Orgullo y satisfacción, una publicació que pretenia «dir adéu a Joan Carles I i donar la benvinguda a Felip VI».
En 2017 publicà una notícia satírica publicada en el seu web emmarcada en els fets del referèndum d'autodeterminació de Catalunya, en la qual insinuava que el Cos Nacional de Policia consumia cocaïna. Arran d'aquesta notícia satírica publicada per la revista, la policia espanyola denuncià els fets i el 3 de novembre de 2017 el jutjat d'instrucció número 20 de Barcelona obrí una investigació per una acusació d'injúries. Citaren a declarar al director de la publicació, Guillermo Martínez-Vela, el 8 de novembre de 2017 a la 13.00 h.
El juliol de 2023 es va estrenar al Sense Ficció de TV3 el documental El Jueves: 46 anys tocant els nassos dedicat a la història de la revista

## Autors

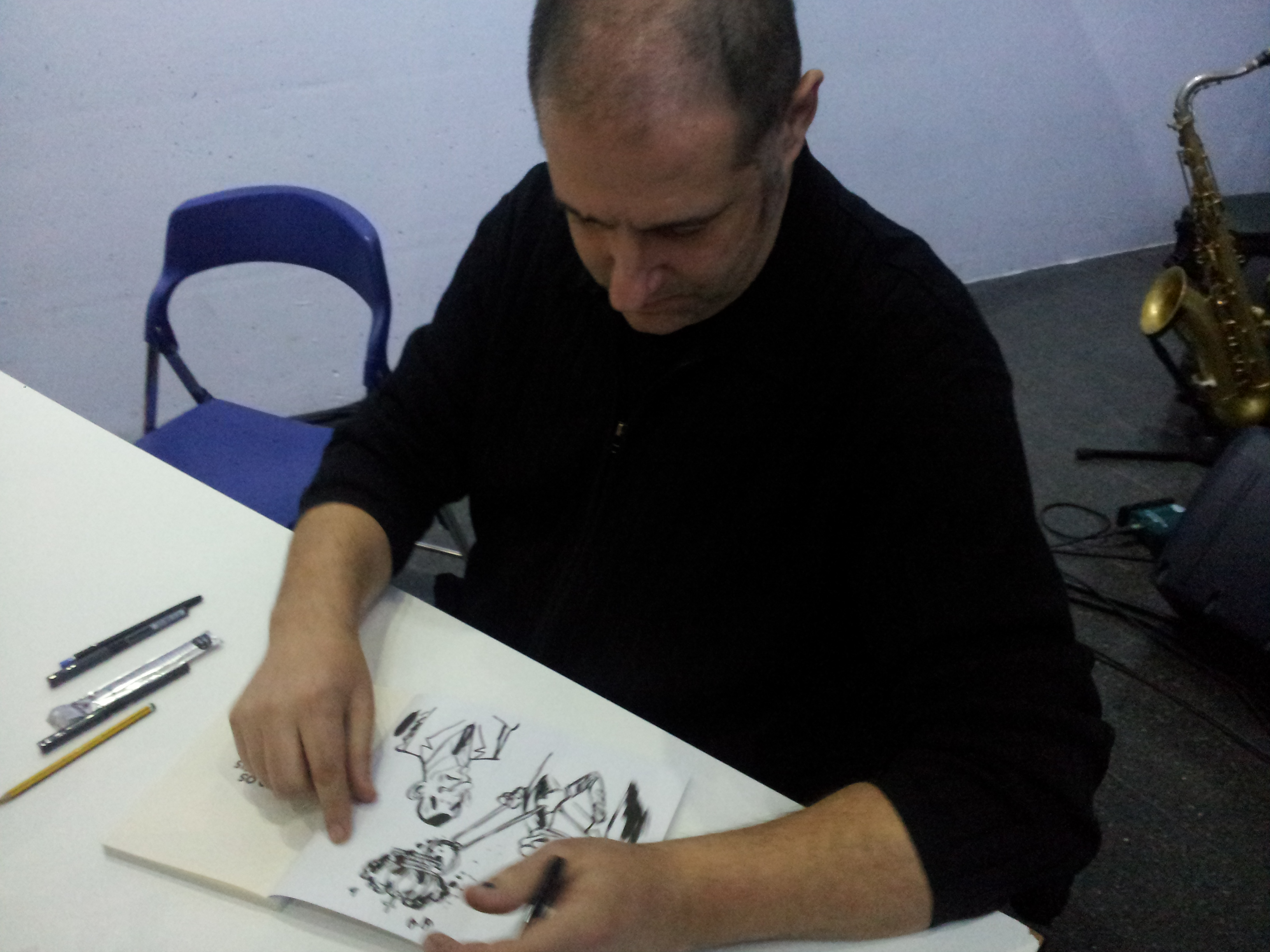
Manel Fontdevila signant un dibuix protagonitzat pels reis d'Espanya.

Relació de dibuixants, guionistes i escriptors que col·laboren o han col·laborat regularment en la revista:
- Darío Adanti.
- José Luis Ágreda.
- Paco Alcázar.
- Juan Álvarez.
- Raúl Ariño.
- Asier y Javier.
- Azagra.
- Manel Barceló.
- Manuel Bartual.
- José Antonio Bernal.
- Jordi Bernet.
- Edgar Cantero.
- Bié.
- Miguel Brieva.
- José Luis Cabañas.
- Carlös.
- Pepe Colubi.
- El Roto.
- Mauro Entrialgo.
- Ramón de España.
- Fer.
- Rubén Fernández.
- José María Ferrer Sirvent.
- Manel Fontdevila.
- Antonio Fraguas de Pablo.
- Iu Forn.
- Furillo.
- Jorge G.
- José Gallego.
- Gin.
- Gras.
- Guille.
- Guillermo.
- Idígoras y Pachi.
- Ivà.
- Ja.
- Oriol Jardí.
- Jota Jota.
- Julius.
- Arturo Kemchs Dávila.
- Kiko da Silva.
- Kim.
- Krüget.
- Lalo Kubala.
- Leandro.
- Philippe Lejeune.
- Lluïsot.
- Alfonso López.
- Eduardo Maicas.
- Maikel.
- Maitena.
- Manel.
- Jordi March.
- Mariel Soria.
- Andreu Martín.
- J.L. Martín.
- Francisco Martín Morales.
- Ricardo.
- Mel.
- Paco Mir.
- Albert Monteys.
- Nacho Moreno.
- Mamen Moreu.
- Óscar Nebreda.
- Miguel Ángel Nieto.
- Oli.
- César Oroz.
- Santi Orue.
- Ozeluí.
- Albert Pallarés.
- Palomo.
- Julio César Parissi.
- Das Pastoras.
- Pelut.
- Perich.
- Carles Ponsí.
- Miguelanxo Prado.
- Quino.
- Raf.
- Juan Carlos Ramis
- Jean-Marc Reiser.
- Julio Rey.
- Tom Roca.
- Xavier Roca.
- Romeu.
- Enrique Sánchez Abulí.
- Serre.
- Miguel Ángel Rodríguez "El Sevilla"
- Kiko da Silva.
- Tabaré.
- Tha.
- Joan Tharrats
- Carlos Trillo.
- Rafel Vaquer.
- Pablo Velarde.
- Enrique Ventura.
- Pedro Vera.
- Bernardo Vergara.
- Viuti.
- Vizcarra.
- Aleix Saló.
- Sempere.